# Richard Cœur-de-Lion
Richard Cœur-de-Lion ist eine Opéra-comique in drei Akten von André-Ernest-Modeste Grétry. Das Libretto stammt von Michel-Jean Sedaine. Die Oper wurde am 21. Oktober 1784 in der Opéra-Comique in Paris uraufgeführt.

## Handlung

### Erster Akt
Zu Beginn des ersten Aktes kehren die Bauern von den Feldern ins Dorf zurück, wo der vermeintlich blinde Troubadour Blondel um Quartier bittet und sich als Gefolgsmann des gefangenen Richard Löwenherz zu erkennen gibt. Zufällig belauscht er, wie der Landedelmann Williams seinen Diener Guillot mit einem Liebesbrief an seine Tochter Laurette ertappt. Der Liebesbrief stammt aus der Feder des Gouverneurs des nahe gelegenen Schlosses, er erwähnt beiläufig, dass er das Schloss tagsüber wegen eines Gefangenen nicht verlassen könne. Blondel wird hellhörig und horcht Laurette aus. Schließlich trifft auch Gräfin Marguerite, Richards Geliebte ein, die ihn verzweifelt sucht. Da sie Blondel an einer seiner Melodien erkennt, gewährt sie ihm Obdach. Mit einem großen Gelage der Bauern und Blondels endet der erste Akt. Es ergeben sich folgende Handlungsmotive: Marguerite und Blondel sind auf der Suche nach dem gefangenen König, der Gouverneur will mit Laurette anbandeln, was deren Vater Williams verhindern will, Antonio möchte Colette gewinnen und die Bauern wollen ein großes Fest zur goldenen Hochzeit Mathurins feiern. Durch den Liebesbrief des Gouverneurs wird die Verbindung zum Geschehen auf der Burg hergestellt und auf den weiteren Fortgang der Handlung vorausgewiesen. Musikalisches Herzstück des ersten Aktes ist Blondels Arie „Ô Richard, ô mon roi“, die ihn als treuen Gefolgsmann von Richard Löwenherz ausweist.

### Zweiter Akt
Zu Beginn des zweiten Aktes beklagt Richard seine Gefangenschaft und verfällt angesichts eines Porträts seiner Geliebten Marguerite in Hoffnungslosigkeit. Blondel singt am Fuß der Burg eine Weise, worauf Richard ihn erkennt und sich ebenfalls zu erkennen gibt. Der Troubadour versucht vergeblich, sich Zugang zur Burg zu verschaffen. Beinahe wäre er wegen seiner Dreistigkeit ebenfalls eingesperrt worden, kann sich aber als blinder Bettler aus der Affäre ziehen.

### Dritter Akt
Im dritten Akt spricht Blondel bei der Gräfin vor und berichtet, dass der König auf der benachbarten Burg gefangen sei. Diese verwirft ihren Entscheid, ins Kloster zu gehen, und beide beschließen, die Burg zu stürmen, was die Truppen der Marguerite dann bewerkstelligen. Das nachfolgende Hochzeitsfest dient dabei als Falle für den Gouverneur, der aber nur einen Denkzettel bekommt, und zum Schluss – lieto fine – Laurette heiraten darf.

## Gestaltung

### Musik
Die Form der Oper entspricht einer Nummernoper mit gesprochenen Dialogen. Neben Blondels „Ô Richard, ô mon Roi!“ aus dem ersten Akt ist von den Gesangsnummern besonders die Szene Richards Anfang des zweiten Aktes hervorzuheben, die einen lyrischen Tenor mit stabiler Höhe bis zum eingestrichenen b benötigt. Königin Marguerite hat trotz ihres hohen Standes als Bühnenfigur eher dramaturgische Funktion und bekommt keine große Auftrittsarie zugewiesen, die stattdessen von der verliebten Laurette übernommen wird.

### Dramaturgie
Das Drama erstreckt sich von einem Abend zum nächsten und hat folgende Schauplätze: Der erste Akt spielt in einem Dorf in der Nähe einer Burg, wo die Einwohner gerade Vorbereitungen für eine Feier treffen. Der zweite Akt spielt am Fuß der Festung, wo König Richard Löwenherz gefangen gehalten wird. Die Burg wird als Château de Lintz bezeichnet. Die historische Festung Dürnstein, wo Richard tatsächlich gefangen gehalten wurde, liegt etwa 130 km westlich von Linz. Durch diese vereinfachende Umbenennung hatte das Publikum in Paris die Möglichkeit, die Burg verhältnismäßig genau zu lokalisieren. Für ortskundiges Publikum wurde das Schloss im Libretto der Wiederaufnahme in Wien 1806 Veste Dürnstein genannt. Im dritten Akt ist der Festsaal von Williams’ Haus Ort des Geschehens.  Auf die Orte verwiesen wird über das Bühnenbild, im Textbuch gibt es keine Hinweise auf Ort und Zeit.
Eine bäuerlich-dörfliche Welt wird einer adligen gegenübergestellt. Aus beiden Sphären kommt jeweils ein Handlungsträger, indem der junge Bauer Antonio dem vermeintlich blinden Blondel als Führer an die Seite gestellt wird. Haupt- und Nebendarsteller lassen sich nur bedingt voneinander abgrenzen, da es viele Ensembleszenen gibt und die Solonummern relativ gleichmäßig verteilt sind. König Richard Löwenherz, der Dichter Blondel und die Gräfin Marguerite von Flandern sind historische Personen, die sich aber nie begegnet sind. Die Akteure der Liebesgeschichte und des ländlichen Festes sind fiktiv.
Innerhalb des Adels gibt es zwei Konflikte, nämlich die Gefangenschaft König Richards und Williams’ Weigerung, seine Tochter Laurette mit dem Gouverneur zu verheiraten. Gelöst werden die Konflikte in der Oper durch Blondels Treue und Scharfsinn.
In militärischer Hinsicht erweist sich Gräfin Marguerite, deren Truppen die Burg erfolgreich stürmen, als Inhaberin der Macht, die sie jedoch aus einem Gefühl von plötzlicher Ohnmacht heraus bedingungslos an Blondel, Williams und ihren Seneschall abgibt. König Richard Löwenherz ist als positive Identifikationsfigur angelegt.

## Geschichte

### Entstehung
Das Libretto von Richard Cœur-de-Lion verarbeitet zwei historische Begebenheiten und deren Verknüpfung in einer Legende. Zum einen handelt es sich um die Gefangenschaft von König Richard Löwenherz am Ende des dritten Kreuzzugs, die in der Chronica majora des Matthäus von Paris ausführlich geschildert wird. Die Auseinandersetzung zwischen Richard und dem Herzog Leopold V. von Österreich begann damit, dass Richard auf einer Burg bei Emmaus Quartier nehmen wollte, wo bereits der Herzog zu Gast war. Auf Richards Geheiß hin wurde die Fahne des Herzogs heruntergerissen und in die Kloake geworfen. Auf Grund dieser Beleidigung nahm der Herzog Richard auf dem Heimweg vom Kreuzzug in der Nähe von Wien gefangen und verkaufte ihn später an Kaiser Heinrich VI.
Von dem historischen Troubadour Blondel de Nesle sind rund zwei Dutzend Minnelieder überliefert. Es gibt keinen Hinweise darauf, dass sich die Zeitgenossen Richard und Blondel je begegnet wären, sie wurden aber bereits im altfranzösischen Ménéstrel de Reims um 1260 erstmals miteinander in Verbindung gebracht. Seither ist Blondel fester Bestandteil der Legenden um Richard Löwenherz. Bereits im Ménéstrel de Reims wird erzählt, wie der gefangene Richard seinen Troubadour an der Stimme erkennt und ihn befreit. Dies wird zum zentralen Motiv der Oper.

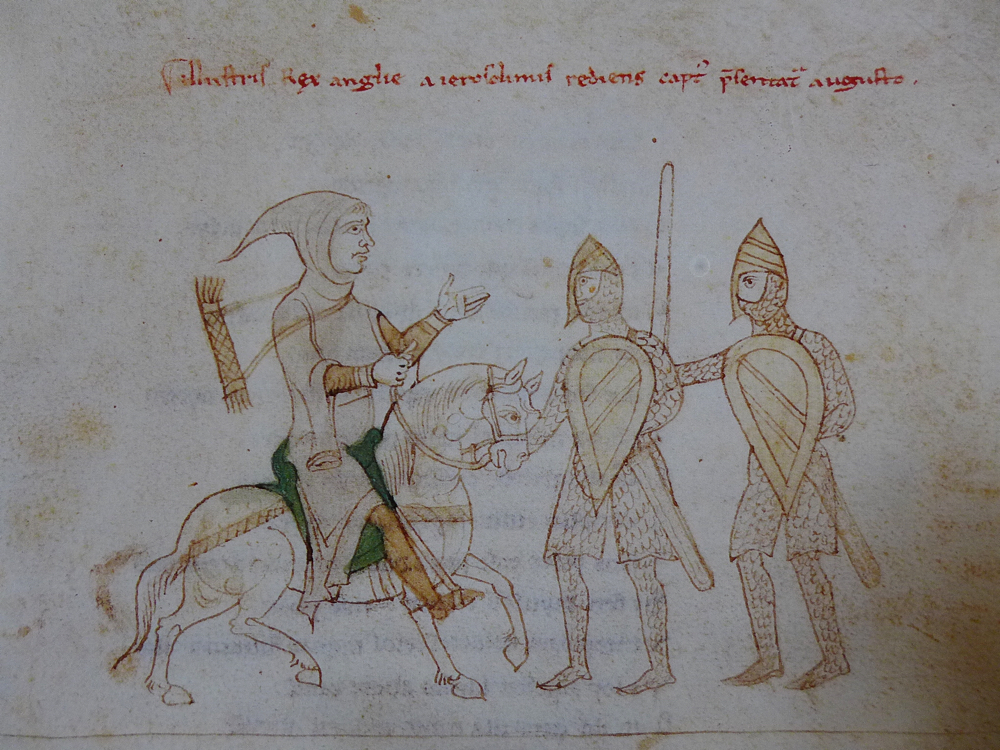
Gefangennahme von Richard Löwenherz. Detail aus dem Liber ad honorem Augusti von Petrus de Ebulo fol. 129 recto (um 1196)

## Mittelalterdarstellung in Musik, Text und Inszenierungen
In der Musik und in den frühen Inszenierungen werden verschiedene Mittel eingesetzt, um „Mittelalter“ oder vielleicht auch diffusere Imaginationen des Vergangenen zu evozieren, wohingegen das Libretto nur am Rande solche Hinweise bietet. Grétry selbst war der Ansicht, dass man auf musikalischer Ebene bereits in der Ouvertüre den historischen Kolorit an der Dominanz der Blechbläser erkennen könne.
Das Duett von Richard und Blondel im zweiten Akt ist „im alten Stil“ komponiert. Rhythmik und Melodik sind sehr schlicht gehalten und repräsentieren eine stilisierte Imitation mittelalterlicher Musik. Auf modernes musikalisches Material wird verzichtet. Stattdessen ist das Werk von eingängigen Rondes und Chansons geprägt, die als direktes Erbe der Troubadoure aufgefasst wurden. Effektvoll ist der instrumentale Zusammensturz der Burgmauer im dritten Akt, der das Emblem „Burg“ sogar auf der musikalischen Ebene sehr plastisch werden lässt. Ein spektakulärer Einzug der Marguerite ist im Libretto nicht angelegt, lediglich ein Trinklied am Ende des ersten Aktes, mit Versen über eine Schlacht gegen Sultan Saladin sowie einem Vers über Papst Gregor wird Rekurs auf die Zeit des Mittelalters genommen.

### Rezeption
Das Bühnenbild der Darmstädter Festaufführung von 1785 zeigte als Hintergrund eine naturalistisch und perspektivisch dargestellte Burg. Für die Inszenierung der Wiederaufnahme in Wien 1806 wurden vierzehn lebende Pferde bemüht, in deren Gesellschaft Marguerite auftrat. Die Zertrümmerung des Schlosses, im Original nur in der Musik geschildert, wurde auch auf der Bühne inszeniert, im dritten Akt wurde zu Pferd gekämpft, um Ritterturniere darzustellen. Die Royalisten des ausgehenden 18. Jahrhunderts bedienten sich der Arie „Ô Richard, ô mon roi“, auch in der Variante „Ô Louis, ô mon roi“, um ihre Treue Ludwig XVIII. gegenüber zu dokumentieren.

## Aufnahmen / Diskographie
- Richard Cœur-de-Lion / Le devin du village, Nicolai Gedda, Mady Mesplé, 1977, EMI, Audio-CD
- Richard Cœur-de-Lion / Denys le Tyran, Peter Edelmann (Blondel), Hubert Zingerle (Richard), Barbara Pichler (Marguerite) und Marinella Pennicchi (Laurette) unter Fabio Neri, 1999 (Aufnahme 1990), Nuova Era.